# Lukáš Kubiš
Lukáš Kubiš (født 31. januar 2000 i Zvolen) er en cykelrytter fra Slovakiet, der kører for Fejl i Modul:Cykelhold: Wikidata-entitet ikke angivet..